# Juliette Compton
Juliette Compton, (ur. 3 maja 1899 w Columbus, zm. 19 marca 1989 w Pasadenie) – amerykańska aktorka, której kariera zaczęła się w niemych filmach, a ostatnim nakręconym filmem była Lady Hamilton (1941).
Compton wzięła ślub z Jamesem Bartramem w 1931, a ich separacja miała miejsce w 1936. Rozwód wzięli w 1941. Miała z nim córkę, Juliette Mary.